# ハコモ
ハコモは、岐阜県可児市を拠点として活動する「ダンボールの精」を自称する非公認キャラクター。2012年5月より活動を開始している。本人はTwitterやFacebookで「可児市無認可キャラ」を自称している。

## 概要
自称、やななのしもべを公言する、5歳の男の子。
ダンボール製の頭部（正方形の箱に四角推が乗った形。色は水色）に顔が描かれており（線と丸で描かれているが、眉毛は可動式）、額部分に可児市の「可」と書かれている。水色ポロシャツ（夏季は半袖Tシャツ）に青色ジャージ、手は軍手。足も段ボール箱といった出で立ちである。
TwitterやFacebook等では語尾に「～やら」といった独特の言葉で書込みを行っているが、実際に会話は行わず、持ち歩いているマグネット式のお絵かきボードを使っての筆談にてコミュニケーションを行う。
趣味はガンプラ作りで、特技は眉毛を動かす「眉毛動かし」と、手をつかわずに頭を動かす「頭部高速回転」だという。2014年1月23日放映のTBSの番組『今、この顔がスゴい!』にて紹介された際には特技として「ご当地の名産品を食べあるき出来る事」とテロップされた。
初期バージョンのカラーリングが ミナモにそっくり（本人はリスペクトだとした）で、当局よりお叱りを受け、現在の姿になったという。